# Stazione di Casletto-Rogeno
La stazione di Casletto-Rogeno è una fermata ferroviaria posta sulla linea Como–Lecco. Serve il territorio comunale di Rogeno, e in particolare la sua frazione di Casletto.

## Storia
La stazione fu inaugurata nel 1888, come la totalità della linea, con un binario di raddoppio e un piccolo scalo merci; strutture successivamente rimosse,  conseguentemente declassandola a fermata. Il 1º maggio 2013 viene inaugurata di nuovo la stazione dopo i lavori di ristrutturazione completa. All'interno dell'edificio vengono ospitate le sedi associative del volontariato locale.

## Strutture e impianti
La fermata possiede un fabbricato viaggiatori a due piani, risalente all'epoca dell'apertura della linea, e conta un unico binario servito da un marciapiede inerbito.

## Movimento
La fermata è servita dai treni regionali di Trenord in servizio sulla tratta Como-Molteno.